# Persone di cognome Gibson
| Questa pagina contiene informazioni ricavate automaticamente dalle voci biografiche con l'ausilio del template Bio e di un bot. L'aggiornamento è periodico e automatico e ricostruisce completamente la pagina. Se manca una persona in questa lista, sei pregato di non aggiungerla, ma accertati piuttosto che la sua voce biografica contenga il template Bio e che i dati anagrafici siano correttamente compilati. Se il template Bio manca, inseriscilo tu stesso o, in alternativa, metti l'avviso {{tmp\|Bio}} che ne segnala la mancanza. Se i dati riportati sono sbagliati, correggi direttamente la voce biografica; le modifiche saranno visibili in questa lista entro pochi giorni. Per chiarimenti vedi il progetto antroponimi. La lista contiene solo le 117 persone che sono citate nell'enciclopedia e per le quali è stato implementato correttamente il template Bio. Pagina aggiornata al 7 ago 2025. |

Questa è una lista di persone presenti nell'enciclopedia che hanno il cognome Gibson, suddivise per attività principale.

## Allenatori di calcio(2)
- Victor Gibson, allenatore di calcio e calciatore inglese (Woolwich, n. 1888 - Ruislip, † 1958)
- William Gibson, allenatore di calcio e calciatore scozzese (Larkhall, n. 1898)

## Architetti(1)
- Donald Gibson, architetto britannico (n. 1908 - † 1991)

## Astronauti(2)
- Edward Gibson, ex astronauta e ingegnere statunitense (Buffalo, n. 1936)
- Robert Gibson, ex astronauta statunitense (Cooperstown, n. 1946)

## Astronomi(1)
- James B. Gibson, astronomo statunitense

## Attori(8)
- Donal Gibson, attore statunitense (Peekskill, n. 1958)
- Henry Gibson, attore statunitense (Germantown, n. 1935 - Malibù, † 2009)
- Hoot Gibson, attore, regista e produttore cinematografico statunitense (Tekamah, n. 1892 - Woodland Hills, † 1962)
- Mel Gibson, attore, produttore cinematografico e produttore televisivo statunitense (Peekskill, n. 1956)
- Milo Gibson, attore statunitense (Australia, n. 1990)
- Patrick Gibson, attore irlandese (Dublino, n. 1995)
- Rory Gibson, attore statunitense (Long Beach, n. 1995)
- Thomas Gibson, attore statunitense (Charleston, n. 1962)

## Attrici(8)
- Diana Gibson, attrice statunitense (Chicago, n. 1915 - Coral Gables, † 1991)
- Dorothy Gibson, attrice, modella e cantante statunitense (Hoboken, n. 1889 - Parigi, † 1946)
- Helen Gibson, attrice statunitense (Cleveland, n. 1892 - Roseburg, † 1977)
- Julie Gibson, attrice statunitense (Lewiston, n. 1913 - Los Angeles, † 2019)
- Margaret Gibson, attrice statunitense (Colorado Springs, n. 1894 - Hollywood, † 1964)
- Millie Gibson, attrice britannica (Tameside, n. 2004)
- Vivian Gibson, attrice britannica (Liverpool, n. 1898 - Vienna, † 1981)
- Wynne Gibson, attrice statunitense (New York City, n. 1905 - Laguna Niguel, † 1987)

## Batteristi(1)
- Bill Gibson, batterista e compositore statunitense (Sacramento, n. 1951)

## Calciatori(14)
- Ben Gibson, calciatore inglese (Nunthorpe, n. 1993)
- Chad Gibson, ex calciatore australiano (Sydney, n. 1976)
- Colin Gibson, ex calciatore inglese (Bridport, n. 1960)
- Darron Gibson, ex calciatore nordirlandese (Derry, n. 1987)
- Ian Gibson, calciatore scozzese (Newton Stewart, n. 1943 - Redcar, † 2016)
- James Gibson, ex calciatore nordirlandese (n. 1940)
- Jimmy Gibson, calciatore scozzese (Larkhall, n. 1901 - Erdington, † 1978)
- John Gibson, ex calciatore australiano (Australia, n. 1970)
- Lewis Gibson, calciatore inglese (Durham, n. 2000)
- Neil Gibson, calciatore scozzese (Larkhall, n. 1873 - † 1947)
- Terry Gibson, ex calciatore inglese (Walthamstow, n. 1966)
- Willie Gibson, calciatore e allenatore di calcio scozzese (Dumfries, n. 1984)
- William Gibson, calciatore liberiano (n. 2007)
- Woody Gibson, calciatore britannico (n. 1993)

## Calciatrici(1)
- Lee Gibson, calciatrice scozzese (n. 1991)

## Canoisti(1)
- Jarryd Gibson, canoista sudafricano (n. 1998)

## Cantanti(2)
- Don Gibson, cantante statunitense (Shelby, n. 1928 - Nashville, † 2003)
- Tyrese Gibson, cantante, attore e produttore televisivo statunitense (Los Angeles, n. 1978)

## Cantautori(1)
- Fred Again, cantautore, paroliere e produttore discografico britannico (Londra, n. 1993)

## Cantautrici(1)
- Debbie Gibson, cantautrice e attrice statunitense (New York, n. 1970)

## Cartografi(1)
- John Gibson, cartografo e incisore britannico (n. 1750 - † 1792)

## Cestiste(2)
- Ali Gibson, ex cestista statunitense (Stockton, n. 1993)
- Kelley Gibson, ex cestista e allenatrice di pallacanestro statunitense (Easton, n. 1976)

## Cestisti(12)
- Hoot Gibson, cestista statunitense (n. 1921 - Des Moines, † 1958)
- Mel Gibson, ex cestista e allenatore di pallacanestro statunitense (Rockingham, n. 1940)
- Mike Gibson, ex cestista statunitense (Williamsburg County, n. 1960)
- Adam Gibson, ex cestista australiano (Launceston, n. 1986)
- Danny Gibson, ex cestista statunitense (Madison, n. 1984)
- Devin Gibson, ex cestista statunitense (Houston, n. 1989)
- Jonathan Gibson, cestista statunitense (West Covina, n. 1987)
- Kyle Gibson, cestista statunitense (Los Angeles, n. 1987)
- Larry Gibson, ex cestista statunitense (Baltimora, n. 1956)
- Shane Gibson, cestista statunitense (Killingly, n. 1990)
- Taj Gibson, cestista statunitense (Brooklyn, n. 1985)
- Xavier Gibson, cestista statunitense (Dothan, n. 1988)

## Ciclisti su strada(1)
- Matthew Gibson, ex ciclista su strada e pistard britannico (Lymm, n. 1996)

## Coreografe(1)
- Laurieann Gibson, coreografa canadese (Toronto, n. 1969)

## Criminali(1)
- Violet Gibson, criminale irlandese (Dublino, n. 1876 - Northampton, † 1956)

## Danzatori su ghiaccio(1)
- Lewis Gibson, danzatore su ghiaccio britannico (Prestwick, n. 1994)

## Direttori d'orchestra(1)
- Alexander Gibson, direttore d'orchestra scozzese (Motherwell, n. 1926 - † 1995)

## Drammaturghi(1)
- William Gibson, drammaturgo e scrittore statunitense (New York, n. 1914 - Stockbridge, † 2008)

## Fotografi(1)
- Ralph Gibson, fotografo statunitense (Los Angeles, n. 1939)

## Giocatori di baseball(3)
- Bob Gibson, giocatore di baseball statunitense (Omaha, n. 1935 - Omaha, † 2020)
- Josh Gibson, giocatore di baseball e allenatore di baseball statunitense (Buena Vista, n. 1911 - Pittsburgh, † 1947)
- Kirk Gibson, ex giocatore di baseball e allenatore di baseball statunitense (Pontiac, n. 1957)

## Giocatori di football americano(6)
- Aaron Gibson, ex giocatore di football americano statunitense (Indianapolis, n. 1977)
- Antonio Gibson, giocatore di football americano statunitense (Stockbridge, n. 1998)
- Claude Gibson, ex giocatore di football americano statunitense (Spruce Pine, n. 1936)
- David Gibson, ex giocatore di football americano statunitense (Santa Ana, n. 1975)
- Derrick Gibson, ex giocatore di football americano statunitense (Miami, n. 1979)
- Mike Gibson, giocatore di football americano statunitense (Napa, n. 1985)

## Hockeisti su ghiaccio(1)
- John Gibson, hockeista su ghiaccio statunitense (Pittsburgh, n. 1993)

## Illustratori(1)
- Charles Dana Gibson, illustratore statunitense (Roxbury, n. 1867 - New York, † 1944)

## Imprenditori(1)
- James William Gibson, imprenditore inglese (Salford, n. 1877 - † 1951)

## Ingegneri(1)
- Arnold Hartley Gibson, ingegnere britannico (n. 1878 - † 1959)

## Liutai(1)
- Orville Gibson, liutaio statunitense (Chateaugay, n. 1856 - Ogdensburg, † 1918)

## Lottatori(1)
- Gregory Gibson, ex lottatore statunitense (Redding, n. 1953)

## Nuotatori(1)
- James Gibson, ex nuotatore britannico (Chelmsford, n. 1980)

## Nuotatrici(3)
- Catherine Gibson, nuotatrice britannica (Motherwell, n. 1931 - Kirkcaldy, † 2013)
- Cheryl Gibson, ex nuotatrice canadese (Edmonton, n. 1959)
- Margaret Gibson, ex nuotatrice australiana (Sydney, n. 1938)

## Ostacolisti(1)
- Jeffery Gibson, ostacolista bahamense (n. 1990)

## Piloti automobilistici(1)
- Dick Gibson, pilota automobilistico britannico (Bourne, n. 1918 - Cadice, † 2010)

## Pittori(1)
- Jeffrey Gibson, pittore e scultore statunitense (Colorado Springs, n. 1972)

## Poeti(1)
- Wilfrid Wilson Gibson, poeta britannico (Hexham, n. 1878 - Virginia Water, † 1962)

## Politici(1)
- Chris Gibson, politico e militare statunitense (Rockville Centre, n. 1964)

## Produttori discografici(1)
- Joe Gibbs, produttore discografico giamaicano (Montego Bay, n. 1943 - Kingston, † 2008)

## Psicologhe(1)
- Eleanor J. Gibson, psicologa statunitense (Peoria, n. 1910 - Columbia, † 2002)

## Psicologi(1)
- James Gibson, psicologo statunitense (McConnelsville, n. 1904 - Ithaca, † 1979)

## Rapper(1)
- Daniel Gibson, rapper e ex cestista statunitense (Houston, n. 1986)

## Registi(1)
- Brian Gibson, regista e sceneggiatore britannico (Londra, n. 1944 - Londra, † 2004)

## Rugbisti a 15(4)
- Mike Gibson, ex rugbista a 15 britannico (Belfast, n. 1942)
- Blake Gibson, rugbista a 15 neozelandese (Auckland, n. 1995)
- Daryl Gibson, ex rugbista a 15 e allenatore di rugby a 15 neozelandese (Lumsden, n. 1975)
- Michael Gibson, ex rugbista a 15 irlandese (Dublino, n. 1954)

## Scenografi(1)
- Colin Gibson, scenografo australiano (n. 1948)

## Sciatrici alpine(2)
- Diana Gibson, ex sciatrice alpina canadese (n. 1947)
- Libby Gibson, ex sciatrice alpina statunitense (n. 1994)

## Scrittori(2)
- Hutton Gibson, scrittore statunitense (Peekskill, n. 1918 - Thousand Oaks, † 2020)
- William Gibson, scrittore e autore di fantascienza statunitense (Conway, n. 1948)

## Scrittrici(1)
- Marion Chesney, scrittrice britannica (Glasgow, n. 1936 - † 2019)

## Scultori(1)
- John Gibson, scultore britannico (Conwy, n. 1790 - Roma, † 1866)

## Skeletonisti(1)
- Duff Gibson, ex skeletonista canadese (Vaughan, n. 1966)

## Sociologi(1)
- David R. Gibson, sociologo statunitense (Filadelfia, n. 1969)

## Storici(2)
- Charles Gibson, storico e etnologo statunitense (Buffalo, n. 1920 - Keeseville, † 1985)
- Ian Gibson, storico e ispanista irlandese (Dublino, n. 1939)

## Tenniste(3)
- Althea Gibson, tennista statunitense (Silver, n. 1927 - East Orange, † 2003)
- Joan Gibson, ex tennista australiana
- Talia Gibson, tennista australiana (Perth, n. 2004)

## Violinisti(1)
- Wilf Gibson, violinista britannico (Londra, n. 1945 - Londra, † 2014)

## Wrestler(2)
- Robert Gibson, wrestler statunitense (Pensacola, n. 1958)
- Jamie Noble, ex wrestler statunitense (Hanover, n. 1976)

## Senza attività specificata(2)
- Charles Gibson, effettista statunitense
- Willis Gibson, videogiocatore statunitense (Stillwater, n. 2010)